# Churchill Mining
Pour les articles homonymes, voir Churchill.
 (juillet 2014).
Churchill Mining Plc est une entreprise minière basée à Londres au Royaume-Uni. Son activité principale est le charbonnage. Elle est présente sur l'Alternative Investment Market (AIM) de la Bourse de Londres depuis avril 2005. 
La Cour suprême d'Indonésie a rejeté un appel de Churchill Mining pour obtenir une indemnisation pour un projet de charbon dont la compagnie dit qu'il a été injustement saisi. Churchill Mining dispose d'un important projet de développement houiller situé dans le Kabupaten de Kutai oriental au Kalimantan, en Indonésie.
L'entreprise est active en Australie aussi. David F Quinlivan est le président-directeur général de Churchill Mining. L'entreprise veut être active dans la mine houillère dans le Kutai National Park, qui menace des orang-outans.